# La revolta
La revolta és un episodi líric en dos actes, el segon dividit en tres quadres, original de Víctor Mora i Alzinelles i amb música del mestre Felip Caparrós. L'acció se centra en el novembre de 1842, el primer acte es desenvolupa a l'Hospitalet i el segon a Barcelona. L'obra fou estrenada la vetlla del 31 de maig de 1930 al Teatre Nou de Barcelona per part de la Companyia de Teatre Líric Català, dirigida per Josep Llimona (sota l'empresa de G. Camarasa Sort).
La decoració va anar a càrrec dels escenògrafs Rafael Garcia (primer acte), Valera Zabala i Campsaulines (els dos primers quadres del segon acte) i Batlle i Amigó (el darrer quadre. El vestuari en canvi va ser a càrrec d'Enric Giménez (disseny) - alguns figurins del qual poden consultar-se a la col·lecció del Museu de les Arts Escèniques - i Constantí Penalva (confecció). Els mestres auxiliars a direcció musical foren Josep Espeita i Joan Estany.

## Repartiment de l'estrena
- Joan de Déu: Joan Rosich (després de les primeres representacions interpretat per Carles Vives).
- Carmina: Sofia Vergé (després de les primeres representacions interpretada per Cecília Gubert).
- Pepona: Carme Valor.
- Bràulia: Rosa Marco.
- Matavins: Josep Llimona.
- Met Tocasons: Albert Cosín.
- Migfrare: Joaquim Fernàndez.
- Janot: Joan Ferret.
- Senyor Dalmau: Carlos Freixas.
- Genís: Joan Xuclà.
- Sicari: Miquel Garriga.
- Beneta: Pepeta Garrido.
- Dolors: Rosa Viñas.
- Peixater: Josep Calvo.
- Leandre: Alexandre Antonieti.
- Saió: Josep Valor.
- Obrer 1: Zacaries Fernàndez.
- Obrer 2: Vicents Pasqual.
- Traginer 1: Enric Gil.
- Traginer 2: Albert Martí.
- Home vell: Alexandre Antonieti.
- Home mig vell: Vicens Fosas.
- Noia 1: Roser Miralles
- Noia 2: Pepeta Garriga.